# Рокапі
Рокапі — в грузинській нижчій міфології — злий дух.
Рокапі уособлював сили зла і очолював кудіані, злих кістлявих бабусь з великими зубами, довгим хвостом і вогненними очима.
Згідно з легендою, Рокапі був покараний богом. Він був прикутий до залізної жердини, вбитої глибоко в землю. Вважалося, що кожен рік Рокапі намагається вирвати жердину і звільнитися з полону, але коли це йому майже вдається, на жердину сідає пташка. Рокапі замахується на неї палицею, пташка відлітає, а жердина знову заглиблюється в землю.